# &ME

DJ & Produzent &Me

&ME (bürgerlich André Boadu) ist ein deutscher Musikproduzent und DJ der elektronischen Tanzmusik aus Berlin. Seine Musik lässt sich dem Techno und House zuordnen. Er ist Mitbetreiber des Plattenlabels Keinemusik.

## Leben
André Boadu hat ghanaische Wurzeln und ist seit den 2000er Jahren als Musikproduzent und DJ tätig, u. a. ab 2007 bei Terranova. Seit 2009 betreibt er zusammen mit DJ Rampa, Reznik und Adam Port das Berliner Plattenlabel keinemusik.
Festivalauftritte hatte er bei Burning Man, Zamna Tulum, Coachella (2023), Stuttgart Electronic Music Festival, electro magnetic, Parookaville, Electric Zoo, Sonus Festival, Mayday und Time Warp. Zusammen mit seinen Labelkollegen Rampa und Adam Port wurde &ME durch das „Cayo-Perico-Heist“-Update in das Spiel Grand Theft Auto V bzw. Grand Theft Auto Online des US-amerikanischen Computerspiel-Herstellers Rockstar Games aufgenommen.
2022 war &ME gemeinsam mit DJ Rampa an den Songs Falling Back und A Keeper auf Honestly, Nevermind, dem siebten Studioalbum des kanadischen Rappers Drake, beteiligt.

## Diskografie (Auswahl)

### Alben
- 2017: You Are Safe (mit Adam Port, Rampa)
- 2022: Send Return (mit Adam Port, Rampa)

### Singles & EPs
- 2007: Diskotecktonik/Black Palms (mit Fetisch)
- 2008: The Calling/Useless Man (mit Fetisch)
- 2009: F.I.R./+++
- 2009: Bleed
- 2009: On
- 2010: One Day
- 2011: Purple Rain
- 2011: Red Flag/Clamb
- 2012: Matters & Ashes EP
- 2013: Blitz EP
- 2014: After Dark
- 2015: Trilogy EP
- 2016: Shadows
- 2017: Avalon EP
- 2018: In Your Eyes
- 2018: The Rapture Pt.II
- 2019: 1995
- 2021: Terrace / Garden (mit Rampa)
- 2023: The Rapture Part. III (mit Black Coffee)